# Kushia igaguria
Kushia igaguria is een eenoogkreeftjessoort uit de familie van de Porcellidiidae. De wetenschappelijke naam van de soort is voor het eerst geldig gepubliceerd in 1996 door Harris V.A.P. & Iwasaki.